# Giro di vite
Per giro di vite si intende generalmente l'inasprimento di una pena nei confronti di un determinato reato. Il suo uso è diventato comune in ogni ambito umano quando si parla di qualsiasi irrigidimento di una norma o di un modo di comportarsi. La sua etimologia deriva da un tipo di condanna a morte praticata in Spagna: la garrota. In questo tipo di condanna, appunto, ad ogni giro di vite un cerchio di ferro si stringeva alla gola del condannato fino a causarne la morte per strangolamento.